# Batteria Roncogno
La batteria Roncogno (in tedesco Batterie am Sattel von Roncogno) è una delle fortezze austro-ungarici facente parte della Fortezza di Trento (Festung Trient), presso la località di Celva al passo del Cimirlo. Il forte appartiene al grande sistema di fortificazioni austriache al confine italiano.
Durante la prima guerra mondiale, questa che sorgeva sulle pendici monte Celva assieme alle opere di Civezzano sul fronte opposto, costituiva uno dei capisaldi del fronte est della fortezza di Trento.

## Storia

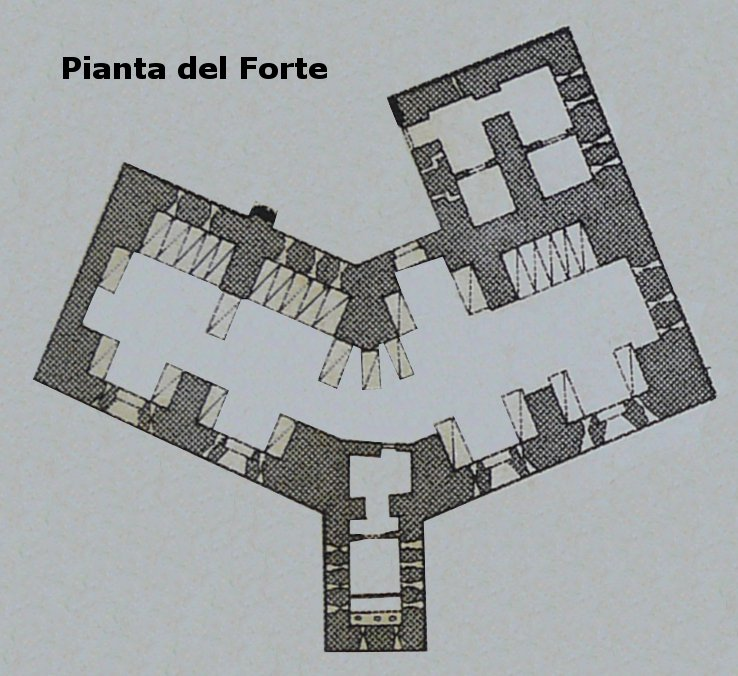
Pianta del forte

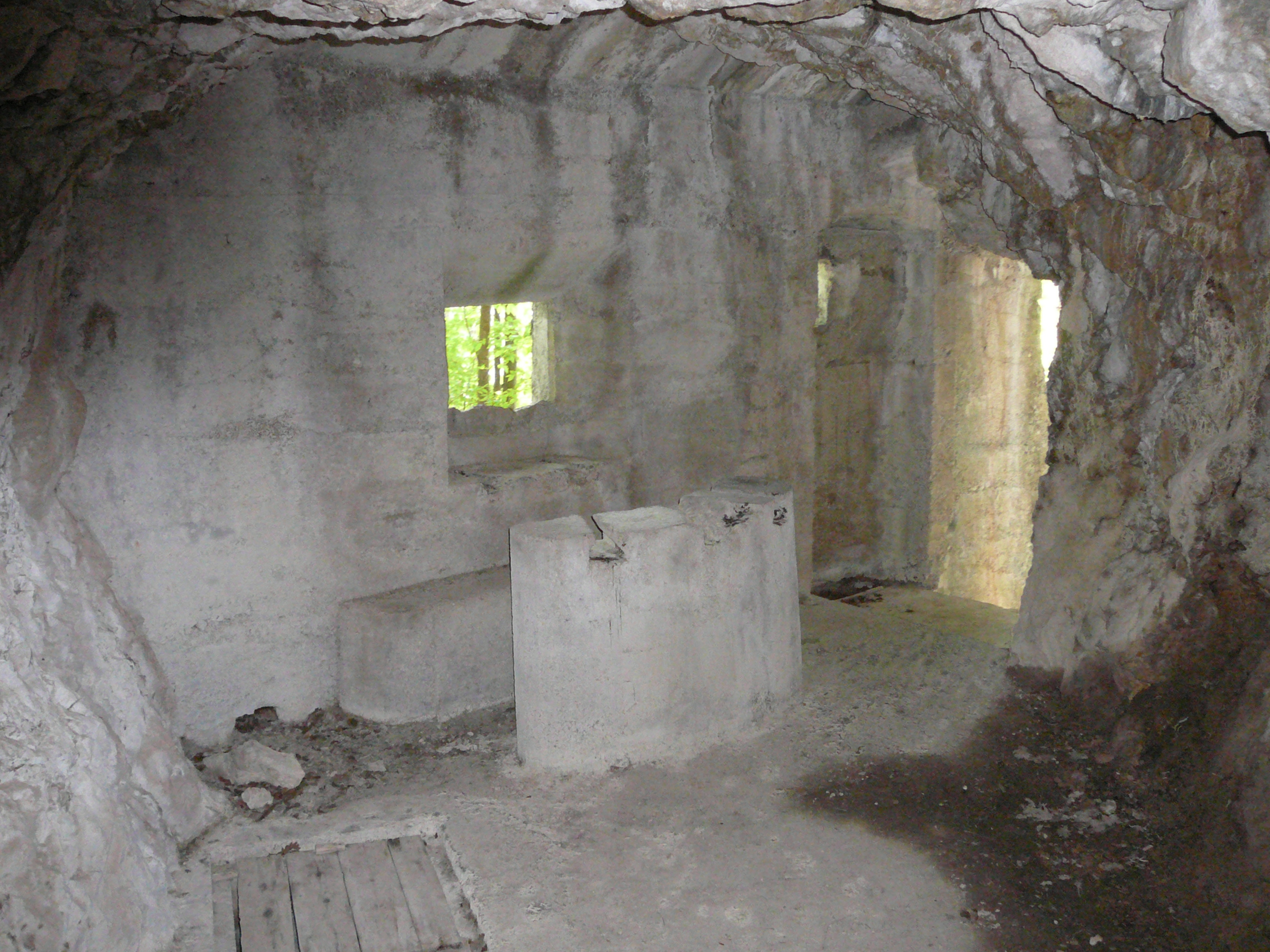
Ingresso del "sentiero dei 100 scalini"

La batteria si trova leggermente più in quota rispetto al passo del Cimirlo, presso la base del monte Celva, a 8 chilometri da Trento a 805 metri di altezza, e rientra a far parte della Fortezza di Trento. Assieme alla poco sottostante e collegata batteria Cimirlo e assieme alle di fronte Complesso fortificato di Civezzano, avevano il compito di sbarrare la via al nemico proveniente dalla Valsugana, in particolare nei pressi della chiusa denominata di Cantanghel.
I lavori per la sua realizzazione durarono dal 1879 al 1881; nel 1904 venne ammodernato. Le sue pareti furono costruite utilizzando pietrame calcareo squadrato reperito in zona, diversamente dai forti di Lavarone e Folgaria. Ha una struttura a ferro di cavallo, e presenta un muro a est che lo stacca dalla collina. Altre ad una cisterna interna per la riserva d'acqua e magazzini per i viveri, il forte aveva dei fari a acetilene per l'illuminazione notturna per il suo settore di tiro ed il suo perimetro difensivo.
Nel marzo 1913 vi erano a presidio della batteria un comandante, 6 Landesschützen, 16 artiglieri da fortezza, 6 di riserva, 4 genieri, per un totale di 32 soldati.
Fin da prima dello scoppio del conflitto la batteria era ritenuto già obsoleto dagli austro-ungarici; fu quindi deciso di disarmarlo e spostare i suoi armamenti in apposite caverne, sulla pendice settentrionale del Celva. Questo sistema di trinceramenti e batterie sono ancora oggi visitabili se muniti di apposite torce; in particolare da visitare è il "sentiero dei 100 scalini".
Dopo la guerra, divenuto territorio italiano, il Demanio Militare lo ha radiato il 12 agosto 1927 mediante il Regio Decreto n. 1882, e nel 1949 divenne proprietà del comune di Trento. Solo in tempi più recenti, ovvero nel 1989, si cercò di risistemarlo per poterlo preservare.
Nel 2009 la Soprintendenza per i beni architettonici della provincia, assieme all'Azienda forestale di Trento - Sopramonte, ha presentato un progetto di restauro della struttura fortificata. Nell'anno seguente si sono realizzati al suo interno i lavori di riammodernamento su progetto degli architetti Port e Gorfer; questi hanno previsto una sala espositiva di 170 m², un magazzino e i servizi igienici, cercando di non modificare troppo la sua originale destinazione.

## Armamento
All'inizio l'armamento previsto per questa batteria era di 2 cannoni da 9 cm M75/96 F.K. Venne invece dotato di:
- 3 cannoni da 9 cm M75 F.K.
- 2 batterie

Seconda una seconda fonte, il forte era armato principalmente con quattro pezzi da 12 cm Mod. 61 posti in casamatta, con un tiro orizzontale pari a 45°. Sul versante sud ed ovest vi sono alternati 8 fuciliere e i 4 finestroni per i cannoni.